# Kiều dân

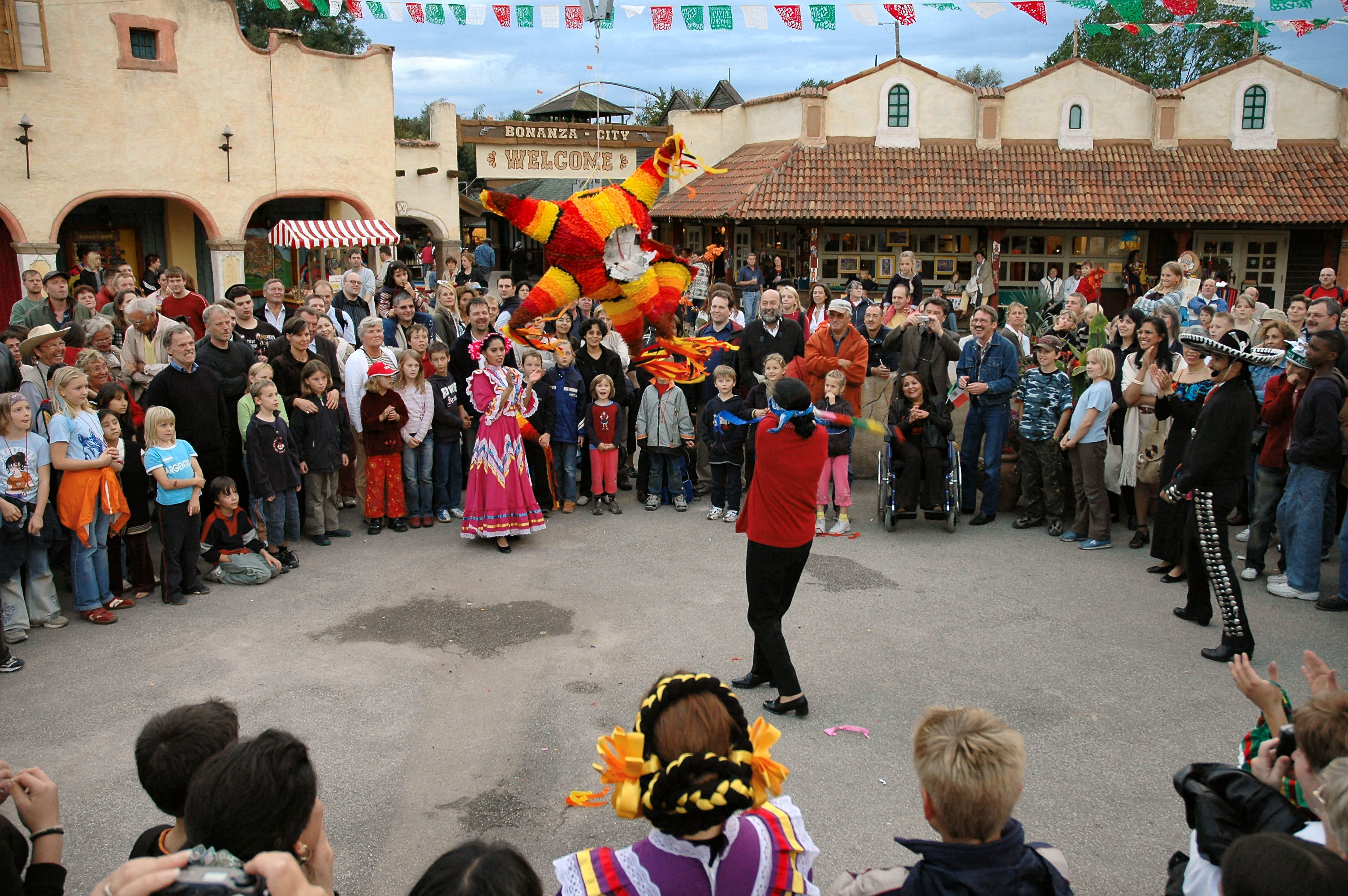
Cộng đồng người Mexico là cộng đồng người di cư lớn thứ hai thế giới; Trong ảnh là những ngày lễ kỷ niệm của người Mexico ở Đức.

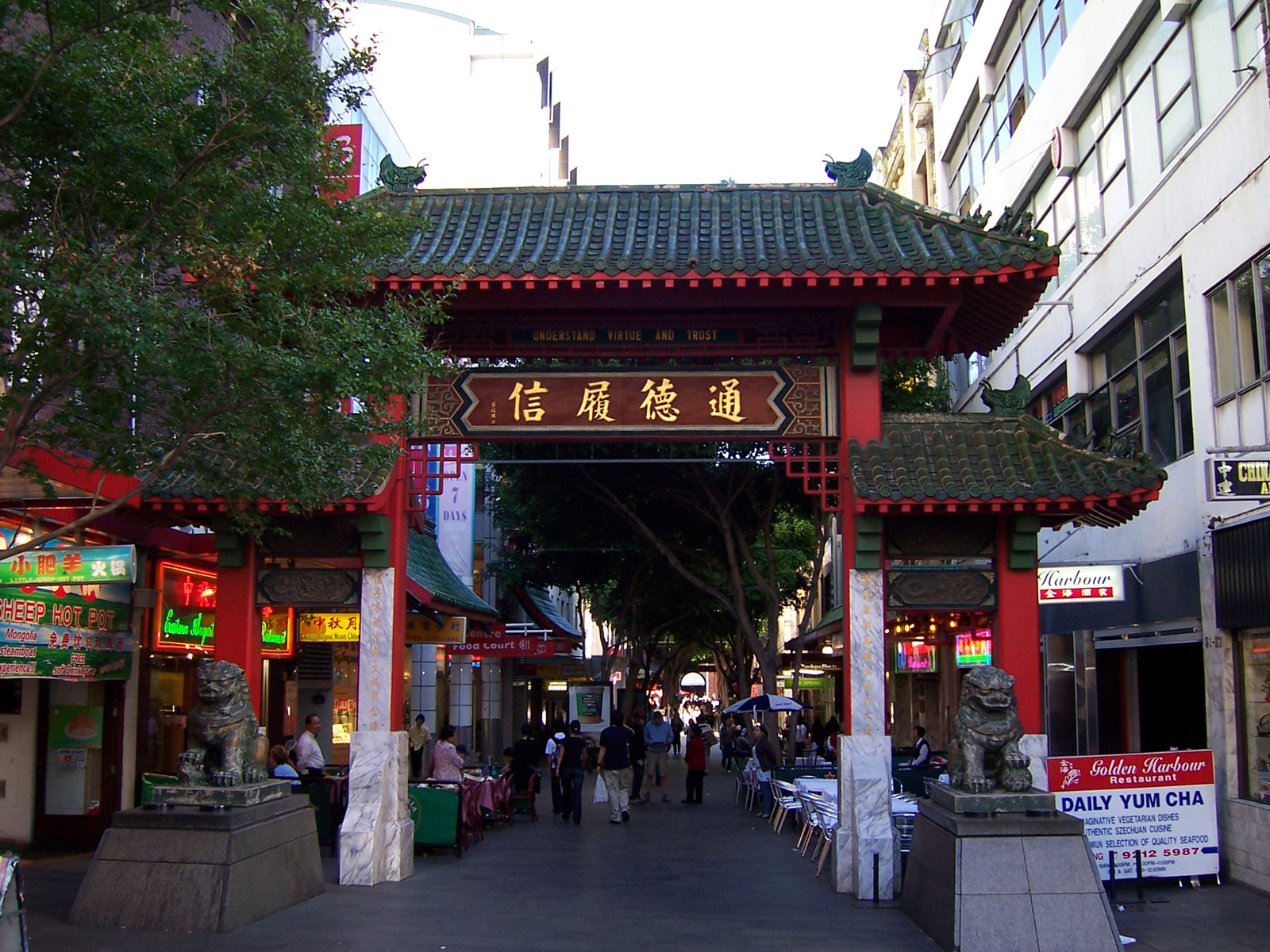
Cộng đồng người Hoa di cư lớn thứ ba trên thế giới, biểu tượng là coo cổng mái vòm Bài Phường (牌坊) đặc trưng tại Khu phố Tàu, Sydney, Úc.

Kiều dân (tiếng Anh: diaspora, /daɪˈæspərə/) là một tập hợp dân cư  phân tán có nguồn gốc nằm ở một địa phương riêng biệt. Trong lịch sử, từ diaspora được sử dụng để chỉ sự phân tán hàng loạt một cách ép buộc cư dân rời khỏi lãnh thổ bản địa của họ, đặc biệt là sự di cư của người Do Thái. Điều này đã thay đổi và ngày nay không có định nghĩa về thuật ngữ này vì ý nghĩa hiện đại của nó đã phát triển theo thời gian.
Một số cuộc di cư đáng chú ý là cộng đồng người châu Phi bao gồm hậu duệ của họ chủ yếu được vận chuyển đến châu Mỹ trong cuộc buôn bán nô lệ xuyên Đại Tây Dương, người Assyria di cư có nguồn gốc trong và sau cuộc chinh phục Ả Rập của Iraq, Syria, Thổ Nhĩ Kỳ và Iran, Syria, Turkey Iran, và tiếp tục sau hậu quả của cuộc diệt chủng Assyria, người dân miền nam Trung Quốc hoặc Ấn Độ đã rời bỏ quê hương bị trao đổi làm cu li, người Ai-len rời Ireland trong và sau nạn đói Ailen, Romani từ Ấn Độ, người di cư Ý, lưu vong và  trục xuất người Circassia, các chuyến bay trục xuất người Ả Rập khỏi Palestine, người di cư Armenia theo sau cuộc diệt chủng người Armenia, người di cư Lebanon do cuộc nội chiến ở Lebanon, sự chạy trốn của người Hy Lạp sau sự sụp đổ của Constantinople, trục xuất các học giả và sự di cư của các chiến binh Anglo-Saxon và gia đình của họ sau cuộc chinh phạt Norman của Anh.
Gần đây, các học giả đã phân biệt giữa các loại diaspora khác nhau, dựa trên các nguyên nhân của nó như chủ nghĩa đế quốc, di cư thương mại hoặc lao động, hoặc bởi sự gắn kết xã hội trong cộng đồng người di cư và quan hệ của nó với vùng đất tổ tiên.  Một số cộng đồng người di cư duy trì mối quan hệ chính trị mạnh mẽ với quê hương của họ.  Những phẩm chất khác có thể là điển hình của nhiều người di cư là những suy nghĩ về sự trở lại, giữ mối quan hệ trở về nhà (quê hương) với các cộng đồng khác trong cộng đồng hải ngoại và thiếu hòa nhập hoàn toàn vào các nước sở tại.oNgười di cư thường duy trì mối quan hệ với đất nước liên kết lịch sử của họ và ảnh hưởng đến các chính sách của quốc gia nơi họ cư trú.
Năm 2019, theo dữ liệu do Liên Hợp Quốc công bố với 17,5 triệu người di cư Ấn Độ là cộng đồng người di cư lớn nhất thế giới, tiếp theo là 11,8 triệu người di cư Mexico và 10,7 triệu người di cư Trung Quốc.

## Từ nguyên học
Từ tiếng Anh (bắt nguồn từ tiếng Hy Lạp διασπορά, "rải rác, phân tán") là sự di trú của một nhóm người, có cùng nguồn gốc dân tộc, khỏi vùng đất định cư hay vùng đất tổ tiên. Ngoài ra, diaspora còn ám chỉ tới cảnh tha hương của người Do Thái sống ngoài vùng đất Israel cổ đại và hiện đại.

## Liên kết
- Livius.org: Diaspora Lưu trữ ngày 14 tháng 9 năm 2008 tại Wayback Machine
- http://asiansinafrica.com Lưu trữ ngày 25 tháng 7 năm 2009 tại Wayback Machine
- DIASPORAS.SE Lưu trữ ngày 9 tháng 1 năm 2019 tại Wayback Machine